# Haroué

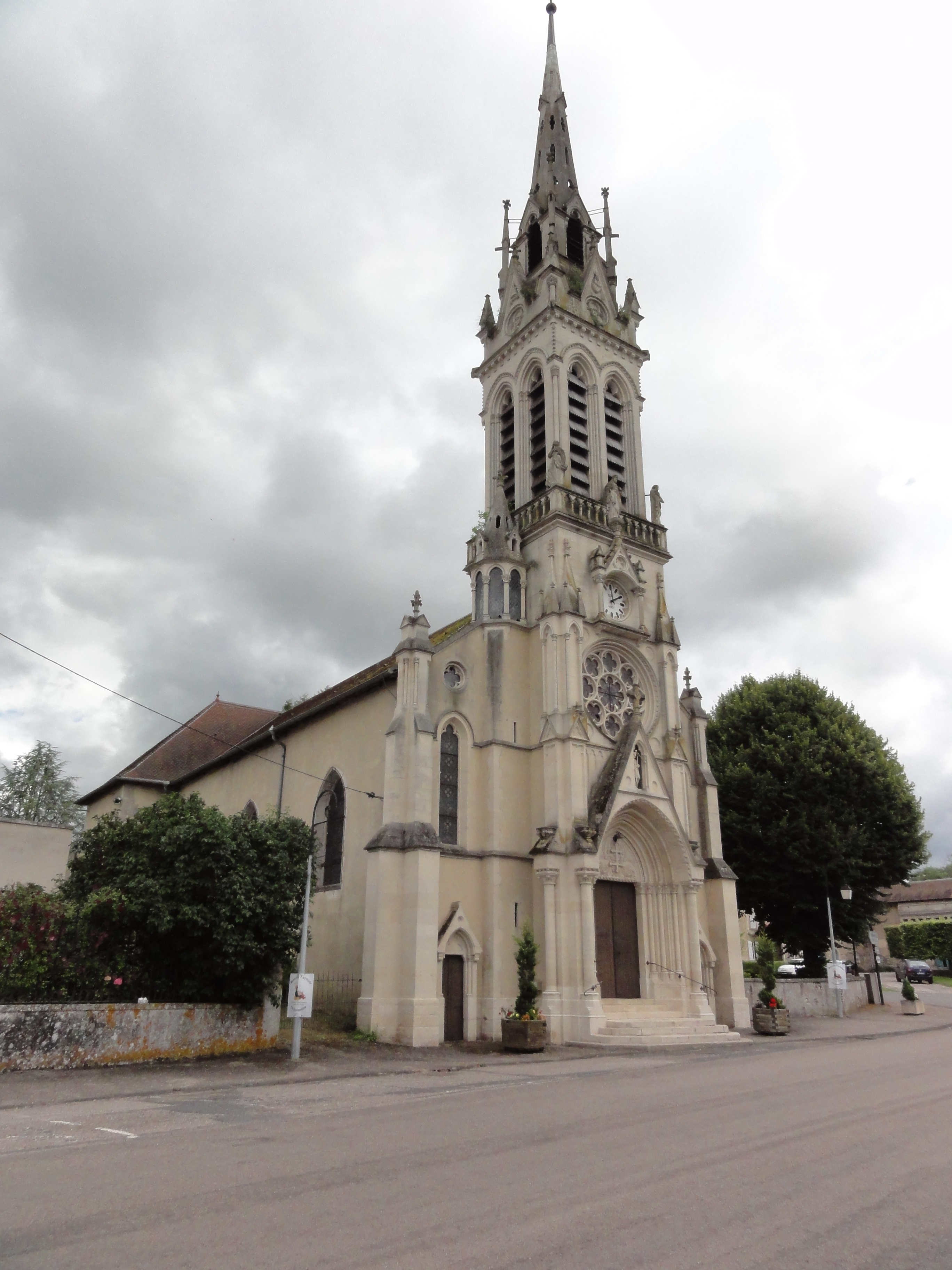
Kościół św. Trójcy (2016)

Haroué – miejscowość i gmina we Francji, w regionie Grand Est, w departamencie Meurthe i Mozela.
Według danych na rok 1990 gminę zamieszkiwało 451 osób, a gęstość zaludnienia wynosiła 109 osób/km² (wśród 2335 gmin Lotaryngii Haroué plasuje się na 626. miejscu pod względem liczby ludności, natomiast pod względem powierzchni na miejscu 1085.).

## Populacja

Populacja Haroué w latach 1962–2008